# Burza (film 1934)
Burza (ros. Гроза; Groza) – radziecki czarno-biały film z 1934 roku w reżyserii Władimira Pietrowa.

## Obsada
- Warwara Massalitinowa jako Marfa Ignatowna Kabanowa
- Iwan Czubielow jako Tichon Kabanow, syn Marfy Kabanowej
- Ałła Tarasowa jako Katierina Pietrowna Kabanowa, żona Tichona
- Irina Zarubina jako Barbara Kabanowa, siostra Tichona
- Michaił Tarchanow jako Sawieli Prokofijewicz Dikoj
- Michaił Cariow
- Michaił Żarow
- Jekatierina Korczagina-Aleksandrowska jako Fiokłusza[1]